# Association sportive de la Sûreté nationale
Maillots
L’Association sportive de la Sureté nationale (en arabe : جمعية الأمن الوطني) est un club de football algérien féminin basé à Alger. Il évolue en première division du championnat d'Algérie lors de la saison 2017-2018.

## Histoire
En septembre 2023, le club fusionne avec le CR Belouizdad dont il devient la section féminine.

## Palmarès
| Compétitions nationales | Compétitions de jeunes                                    |
| --- | --------------------------------------------------------- |
| - Championnat d'Algérie féminin (1) : - Champion : 2018-19. - Coupe d'Algérie féminine (1) : - Vainqueur : 2014-15. - Finaliste : 2017-18. | - Coupe d'Algérie féminine -20 ans - Finaliste : 2013-14. |